# Senado Dirigente

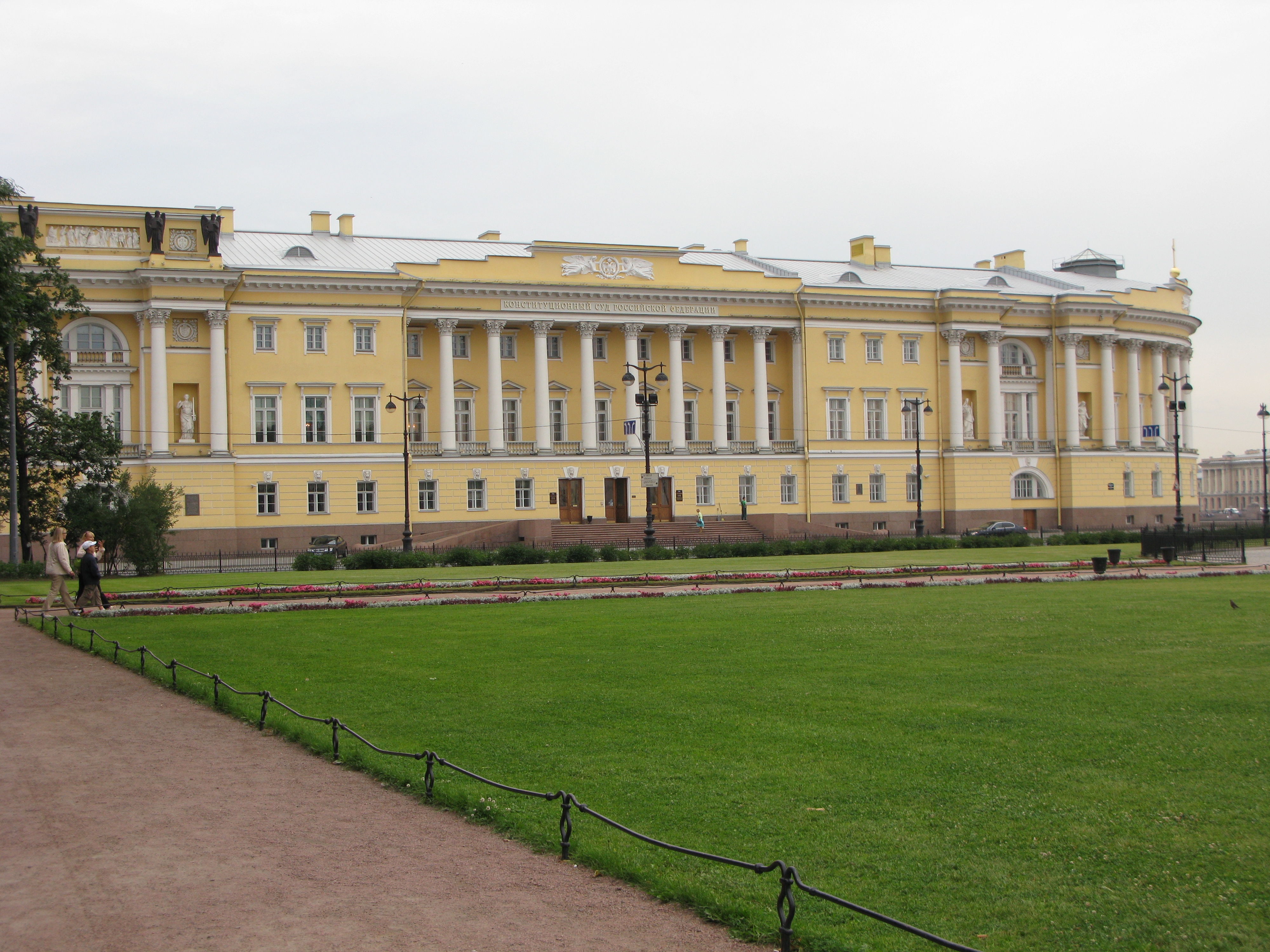
Sede do Senado em São Petersburgo

Senado Dirigente (em russo:  Правительствующий сенат) era um órgão legislativo, judicial e executivo dos imperadores russos, instituído por Pedro, o Grande, para substituir a Duma e durou até o fim do Império Russo. Era presidido pelo Procurador-Geral, que servia como a ligação entre o soberano e o Senado e agia, nas próprias palavras do imperador, como os "olhos do soberano". Originalmente estabelecida apenas durante o tempo de ausência de Pedro, tornou-se um órgão permanente após seu retorno. O número de senadores foi definido pela primeira vez em nove e em 1712 aumentou para dez.